# Branický mlýn
Branický mlýn je zaniklý vodní mlýn v Praze 4, který stál na Kunratickém potoce u křižovatky ulic Za Mlýnem a Nad Strouhou.

## Historie
Vodní mlýn vznikl před rokem 1734, kdy je v něm uváděn mlynář Josef Vrabec. Roku 1910 se zde provozovala také pekárna.

## Popis
Mlýnice a obytný dům byly zděné, jednopatrové a stály samostatně. V roce 1930 měl mlýn jedno kolo na svrchní vodu s průtokem 0,084 m³/s, spádem 4,1 metru a výkonem 2,97 HP.